# Manhattan Center
Het Manhattan Center (of 'Manhattan Center Office Tower') is een iconische wolkenkrabber in Brussel. 
Het complex bevindt zich net buiten de Brusselse binnenstad op het grondgebied van de gemeente Sint-Joost-ten-Node, langs de Bolwerklaan (Kleine ring), naast het Rogierplein en op wandelafstand van het Brussel-Noord station.
Het Manhattan Center is gebouwd in 1972 en heeft een hoogte van 102 meter. 
Het multifunctionele complex biedt naast kantoren, verschillende horecagelegenheden, een fitnesscentrum en een aantal winkels. In het gebouw bevindt zich ook een ingang naar het metrostation Rogier. Het Manhattan Center in Brussel is onderdeel van Icon Real Estate. 
Naast het Manhattan Center-kantorencomplex bevinden zich twee hotels; het Sheraton-hotel aan de oostzijde (Rogierplein) en het Thon-hotel aan de zuidzijde. Beide hotels hebben andere uitbaters en behoren tot internationale ketens. Het Sheraton-hotel moest eind 2016 sluiten door faillissement,. Bovendien huurt ook de Vlerick Business School sinds 2011 twee verdiepingen als zijn Brusselse campus.
Het Manhattan Center werd gerenoveerd van 2017 tot 2020, waarbij de werken begin november 2020 klaar waren.
Sinds 2024 is een vestiging van Cardo Hotels in het gebouw gevestigd.

## Fotogalerij

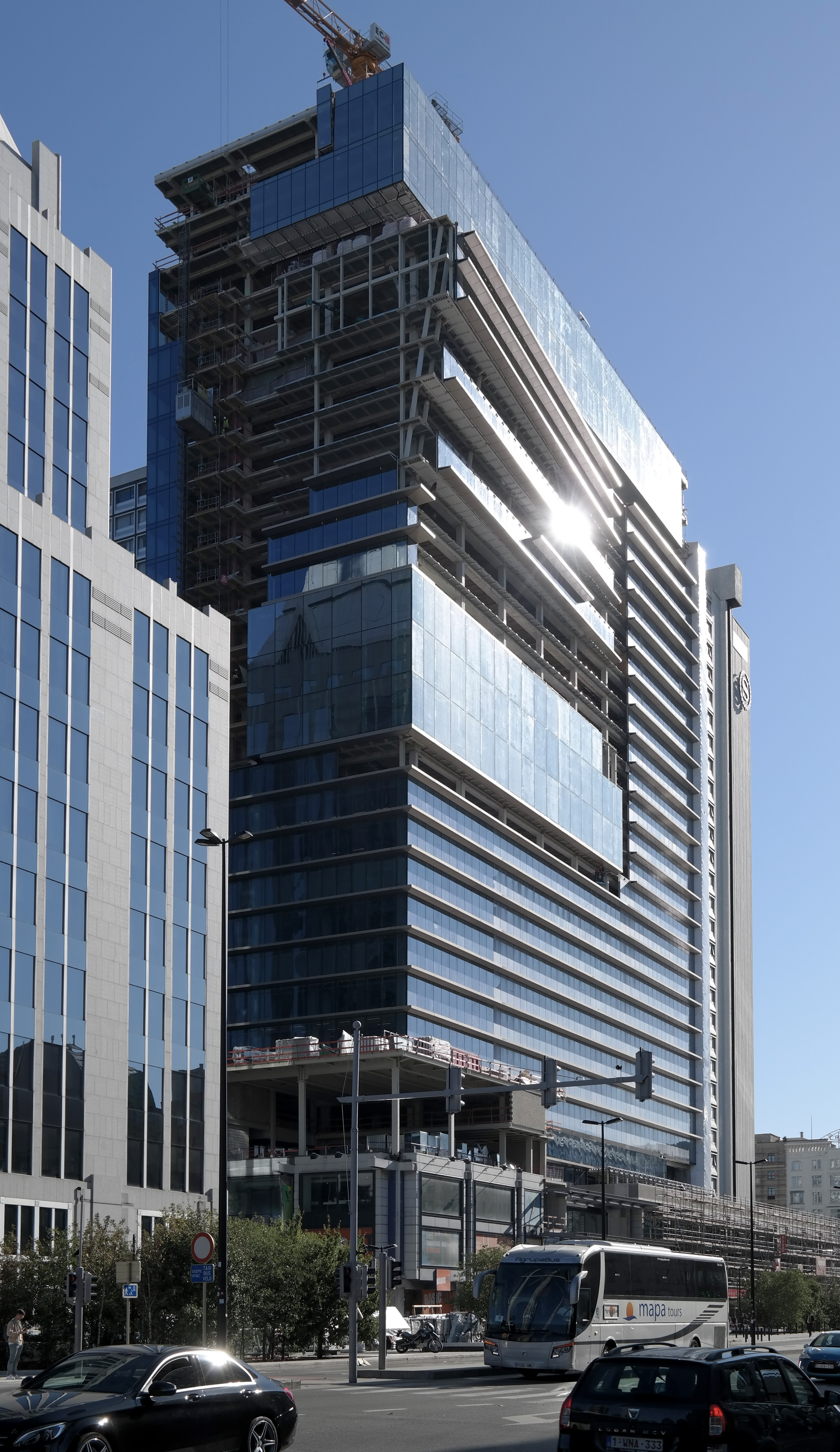
Renovatiewerken in 2019
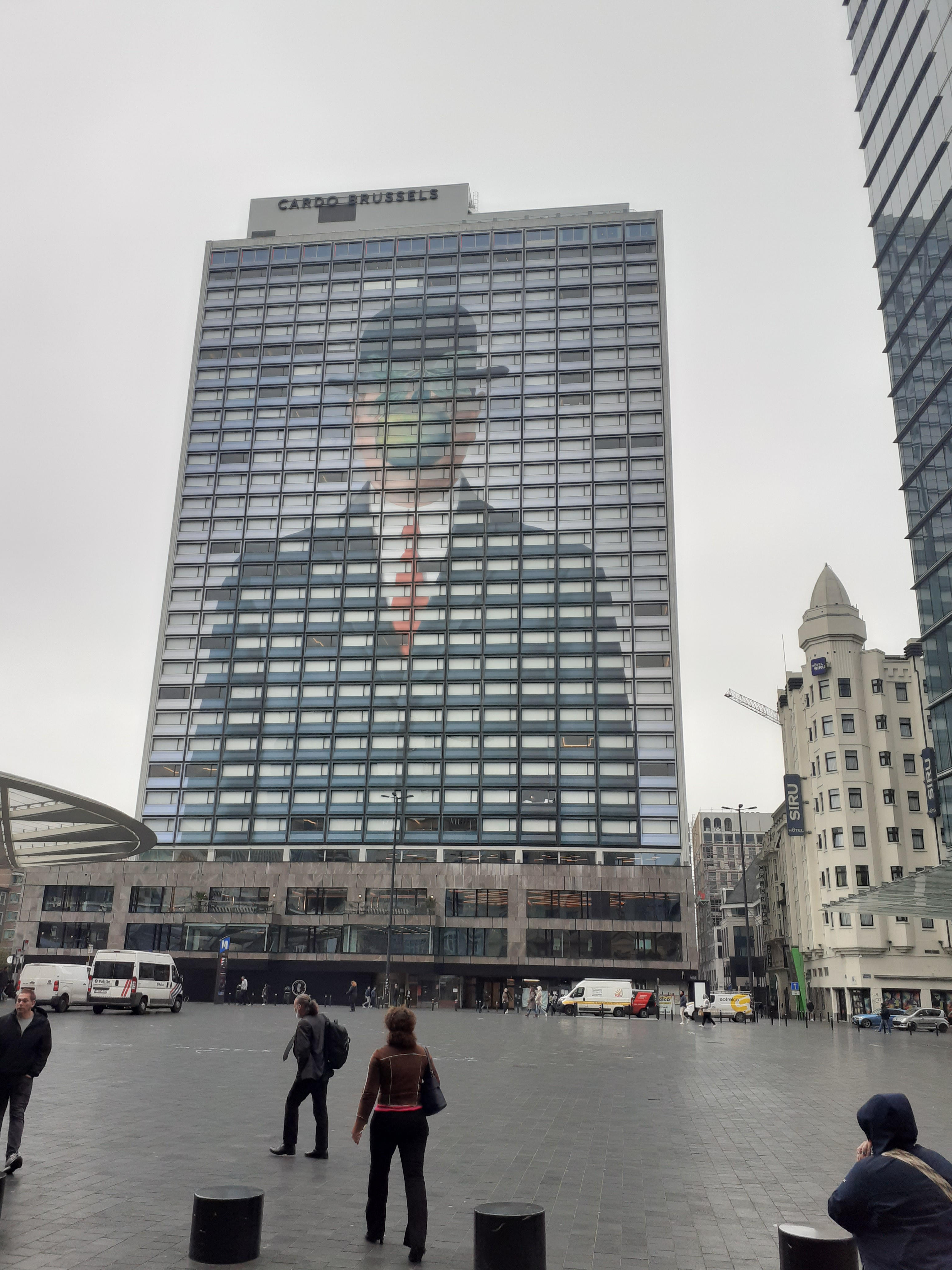
Cardo Hotel met een eerbewijs aan René Magritte in 2024